# Simon Zenke
Simon Zenke (ur. 24 grudnia 1988 w Kadunie) – nigeryjski piłkarz grający na pozycji środkowego napastnika. Brat innego piłkarza, Thomasa Zenke.

## Kariera klubowa
Zenke jest wychowankiem drużyny Kaduna United. W 2005 roku przeszedł do rezerw francuskiego RC Strasbourg, a w sezonie 2007/2008 został włączony do jego pierwszej drużyny. W Ligue 1 zadebiutował 10 maja 2008 w przegranym 1:4 meczu z SM Caen, zaś 17 maja 2008 w przegranym 3:4 spotkaniu z Olympique Marsylia strzelił swojego pierwszego gola w tej lidze. Na koniec sezonu zajął z klubem 19. miejsce i spadł z nim do Ligue 2.
W 2010 roku przeszedł do tureckiego Samsunsporu. W sezonie 2010/2011 został królem strzelców 1. Lig, a także wywalczył z zespołem awans do Süper Lig. W połowie 2012 roku wrócił do Francji, gdzie został graczem pierwszoligowego AS Nancy. W styczniu 2013 podpisał kontrakt z zespołem İstanbul Başakşehir, z którym w sezonie 2012/2013 spadł z Süper Lig do 1. Lig. W kolejnych latach grał w innych zespołach tej ligi, Sanliurfasporze oraz Karabüksporze.
W 2016 roku przeszedł do belgijskiego AFC Tubize, grającego w Eerste klasse B i spędził tam dwa sezony. Następnie był graczem rumuńskiego Dinama Bukareszt.
| Sezon   | Klub                 | Kraj    | Rozgrywki       | Mecze | Bramki |
| ------- | -------------------- | ------- | --------------- | ----- | ------ |
| 2007/08 | RC Strasbourg        | Francja | Ligue 1         | 2     | 1      |
| 2008/09 | RC Strasbourg        | Francja | Ligue 2         | 16    | 1      |
| 2009/10 | RC Strasbourg        | Francja | Ligue 2         | 20    | 1      |
| 2010/11 | Samsunspor           | Turcja  | 1. Lig          | 29    | 16     |
| 2011/12 | Samsunspor           | Turcja  | Süper Lig       | 23    | 1      |
| 2012/13 | AS Nancy             | Francja | Ligue 1         | 9     | 1      |
| 2012/13 | İstanbul Başakşehir  | Turcja  | Süper Lig       | 15    | 2      |
| 2013/14 | İstanbul Başakşehir  | Turcja  | 1. Lig          | 4     | 0      |
| 2013/14 | Sanliurfaspor        | Turcja  | 1. Lig          | 14    | 2      |
| 2014/15 | Sanliurfaspor        | Turcja  | 1. Lig          | 32    | 4      |
| 2015/16 | Kardemir Karabükspor | Turcja  | 1. Lig          | 29    | 3      |
| 2016/17 | AFC Tubize           | Belgia  | Eerste klasse B | 19    | 4      |
| 2017/18 | AFC Tubize           | Belgia  | Eerste klasse B | 28    | 1      |
| 2018/19 | FC Dinamo Bukareszt  | Rumunia | Liga I          | 22    | 1      |